# Aglaoschema apixara
Aglaoschema apixara är en skalbaggsart som beskrevs av Dilma Solange Napp 2007. Aglaoschema apixara ingår i släktet Aglaoschema och familjen långhorningar. Inga underarter finns listade i Catalogue of Life.